# 川上康男
川上 康男（かわかみ やすお、1946年12月21日 - ）は、日本の実業家である。株式会社長府製作所代表取締役会長、サンポット株式会社取締役、下関商工会議所会頭、山口県商工会議所連合会会頭。

## 経歴
1946年、長府製作所の実質的創業者である川上米男の四男として山口県下関市に生まれる。静岡大学工学部を卒業後、1971年に長府製作所に入社。その後、取締役営業所長や取締役宇都宮工場長を歴任し、1997年12月9日に代表取締役社長に就任。社長在任中には、東証一部上場を果たし、暖房機器メーカーのサンポットを子会社化するなど会社を大きく成長させた。2012年3月23日付で代表取締役会長に就いた。

## 略歴
- 1971年（昭和46年）2月 - 株式会社長府製作所入社[5]
- 1983年（昭和58年）4月 - 株式会社長府製作所東京営業所長[5]
- 1985年（昭和60年）3月 - 株式会社長府製作所取締役東京営業所長[5]
- 1987年（昭和62年）3月 - 株式会社長府製作所取締役宇都宮工場長[5]
- 1997年（平成9年）12月 - 株式会社長府製作所代表取締役社長[5]
- 2007年（平成19年）1月 - 内閣府規制改革会議委員[6]
- 2012年（平成24年）3月 - 株式会社長府製作所代表取締役会長（現任）[5]
- 2013年（平成25年）3月 - 日本ガス石油機器工業会会長[7]
- 2013年（平成25年）4月 - 下関商工会議所会頭（現任）
- 2013年（平成25年）5月 - 山口県商工会議所連合会会頭（現任）
- 2019年（令和元年）5月 - 旭日中綬章受章[8][9]